# سامووودنه
سامووودنه (به بلغاری: Samovodene) یک منطقهٔ مسکونی در بلغارستان است که در استان ولیکو تارنوو واقع شده‌است.
 سامووودنه ۴۲٬۱۰۷ کیلومتر مربع مساحت و ۱٬۴۰۰ نفر جمعیت دارد و ۱۸۱ متر بالاتر از سطح دریا واقع شده‌است.